# Ali Bozer
Ali Husrev Bozer, né le 28 juillet 1925 à Ankara et mort le 30 septembre 2020 dans la même ville, est un homme politique turc.

## Biographie

### Famille
Ali Bozer est le père d'Ahmet Bozer (en).

## Décorations
- Chevalier de la Légion d'honneur[2]